# Simões Filho
Simões Filho ist eine brasilianische Stadt im Bundesstaat Bahia. Im Jahr 2012 hatte sie etwa 121.000 Einwohner.

## Söhne und Töchter der Stadt
- Danilo (* 1996), Fußballspieler